# Hong Kong Tennis Open 2014
Hong Kong Tennis Open 2014 — жіночий професійний тенісний турнір, що проходив на кортах з твердим покриттям. Проходив у рамках Туру WTA 2014. Попередній жіночий Hong Kong Open провели 1993 року. Відбувся в Victoria Park у Гонконгу. Тривав з 8 до 14 вересня 2014 року.

## Очки і призові

### Нарахування очок
| Дисципліна       | П   | Ф   | ПФ  | ЧФ | 1/8 | 1/16 | Q   | Q2  | Q1  |
| Одиночний розряд | 280 | 180 | 110 | 60 | 30  | 1    | 18  | 12  | 1   |
| Парний розряд    | 280 | 180 | 110 | 60 | 1   | Н/Д  | Н/Д | Н/Д | Н/Д |

### Призові гроші
| Дисципліна       | П        | Ф       | ПФ      | ЧФ     | 1/8    | 1/161  | Q2     | Q1     |
| Одиночний розряд | $111,163 | $55,323 | $29,730 | $8,934 | $4,928 | $3,199 | $1,852 | $1,081 |
| Парний розряд *  | $17,724  | $9,222  | $4,951  | $2,623 | $1,383 | Н/Д    | Н/Д    | Н/Д    |

1 Кваліфаєри отримують і призові гроші 1/16 фіналу

* на пару

## Учасниці основної сітки в одиночному розряді

### Сіяні пари
| Країна     | Гравчиня               | Рейтинг1 | Сіяна |
| ---------- | ---------------------- | -------- | ----- |
| Німеччина  | Сабіне Лісіцкі         | 28       | 1     |
| Словаччина | Даніела Гантухова      | 37       | 2     |
| Чехія      | Кароліна Плішкова      | 42       | 3     |
| США        | Крістіна Макгейл       | 44       | 4     |
| КНР        | Чжен Цзє               | 57       | 5     |
| Бельгія    | Яніна Вікмаєр          | 64       | 6     |
| Словаччина | Яна Чепелова           | 65       | 7     |
| Словаччина | Анна Кароліна Шмідлова | 67       | 8     |

- 1 Рейтинг подано станом на 25 серпня 2014

### Інші учасниці
Нижче наведено учасниць, які отримали вайлдкард на участь в основній сітці:
- Дуань Інін
- Сабіне Лісіцкі
- Чжан Лін

Нижче наведено гравчинь, які пробились в основну сітку через стадію кваліфікації:
- Ярміла Ґайдошова
- Єлизавета Кулічкова
- Чжан Кайлінь
- Чжу Лінь

Як щасливий лузер в основну сітку потрапили такі гравчині:
- Еґуті Міса

### Відмовились від участі
До початку турніру
- Заріна Діяс → її замінила  Грейс Мін
- Ваня Кінґ → її замінила  Юлія Глушко
- Курумі Нара → її замінила  Кіміко Дате
- Пен Шуай (тепловий удар) → її замінила  Еґуті Міса
- Сільвія Солер Еспіноза → її замінила  Алісон ван Ейтванк
- Еліна Світоліна → її замінила  Крістина Плішкова
- Барбора Стрицова → її замінила  Луксіка Кумхун
- Ч Шуай → її замінила  Чжен Сайсай

### Знялись
- Кіміко Дате

## Учасниці основної сітки в парному розряді

### Сіяні пари
| Країна            | Гравчиня          | Країна            | Гравчиня          | Рейтинг1 | Сіяна |
| ----------------- | ----------------- | ----------------- | ----------------- | -------- | ----- |
| Китайський Тайбей | Чжань Хаоцін      | Китайський Тайбей | Чжань Юнжань      | 55       | 1     |
| Словенія          | Андрея Клепач     | Румунія           | Моніка Нікулеску  | 83       | 2     |
| Чехія             | Кароліна Плішкова | Чехія             | Крістина Плішкова | 111      | 3     |
| Словаччина        | Жанетта Гусарова  | КНР               | Чжен Сайсай       | 127      | 4     |

1 Рейтинг подано станом на 25 серпня 2014

### Інші учасниці
Нижче наведено пари, які отримали вайлдкард на участь в основній сітці:
- Венісе Чань /  Wu Ho-ching
- Магда Лінетт /  Чжан Лін

## Переможниці та фіналістки

### Одиночний розряд
- Сабіне Лісіцкі —  Кароліна Плішкова, 7–5, 6–3

### Парний розряд
- Кароліна Плішкова /  Крістина Плішкова —  Патріція Майр-Ахлайтнер /  Родіонова Аріна Іванівна, 6–2, 2–6, [12–10]